# Collège Saint-Cyprien
Pour les articles homonymes, voir Saint-Cyprien.
 (août 2022).
 (mai 2014).
Le collège Saint-Cyprien est un établissement scolaire lazariste qui fonctionna à Saint-Denis de l'île Bourbon de 1756 à 1769. Il s'agit du premier établissement de ce type à avoir été fondé sur cette île du sud-ouest de l'océan Indien aujourd'hui appelée La Réunion.

## Sources
- Gruppo di studio delle culture letterarie dei paesi anglofoni, francofoni e iberofoni (Italy), Sur la route des Indes orientales: aspects de la francophonie dans l'Océan indien, Schena ; Nizet, 1995 (lire en ligne), p. 345-346, 364.
- Daniel Vaxelaire, Le grand livre de l'histoire de La Réunion: Des origines à 1848, Océan Éditions, 1999 (lire en ligne).
- Daniel Vaxelaire, La Réunion, 4 siècles de défis, Océan Éditions, 2003 (lire en ligne), p. 34-37.
- « Ancien collège Saint-Cyprien », sur Structurae.